# Верещугино
Верещугино — деревня в Клепиковском районе Рязанской области России. Входит в состав Оськинского сельского поселения.

## География
Деревня находится в северной части Рязанской области, в зоне хвойно-широколиственных лесов, в пределах Мещёрской низменности, при автодороге Р132, на расстоянии примерно 15 километров (по прямой) к востоку-северо-востоку от города Спас-Клепики, административного центра района. Ближайшее крупное поселение - Тума.
В Верещугино несколько водоёмов.

### Климат
Климат характеризуется как умеренно континентальный, с тёплым летом и умеренно холодной снежной зимой. Средняя температура воздуха самого холодного месяца (января) — −11,5 °C (абсолютный минимум — −42 °C); самого тёплого месяца (июля) — 23 °C. Безморозный период длится около 140 дней. Среднегодовое количество осадков — 500 мм, из которых большая часть выпадает в тёплый период. Снежный покров держится в течение 135—145 дней.

### Часовой пояс
Деревня Верещугино, как и вся Рязанская область, находится в часовой зоне МСК (московское время). Смещение применяемого времени относительно UTC составляет +3:00.

## Население
| 1859 | 1906 | 2010 |
| ---- | ---- | ---- |
| 333  | ↗467 | ↘134 |

### Национальный состав
Согласно результатам переписи 2002 года, в национальной структуре населения русские составляли 93 % из 164 чел.

## Экономика

### Промышленность
В деревне располагается несколько лесоперерабатывающих предприятий, пилорам. КФХ деревни обусловленно картофельным полем и картофельным хранилищем. В Верещугино действует один магазин - ближайший для соседних деревень.

### Транспорт
В деревне стоит автобусная остановка.

## Памятные места
В Верещугино стоит мемориал "Воинам, павшим в годы Великой Отечественной войны" с инициалами павших во время Великой Отечественной войны солдат из этой и соседних деревень.